# Тай Ґен
Тай Ґен (кит. трад.: 太庚; піньїнь: Tai Geng) або Да Ґен — правитель Китаю з династії Шан, син Тай Цзя.
Відповідно до Історичних записів правив упродовж 25 років. Відповідно до Бамбукових анналів його правління тривало лише п’ять років. По його смерті владу успадкував його син Сяо Цзя.